# 歐文斯克羅斯羅茲 (喬治亞州)
歐文斯克羅斯羅茲（英語：Irwins Crossroads）是位於美國喬治亞州華盛頓縣的一個非建制地區。該地的面積和人口皆未知。

## 地理
歐文斯克羅斯羅茲的座標為32°51′27″N 82°50′58″W / 32.85750°N 82.84944°W，而該地的平均海拔高度為123米（即404英尺）。